# Río Cajón
El río Cajón es un río de Costa Rica perteneciente a la Vertiente del Pacífico de este país. Nace en la convergencia de los cerros Atenas y Aguacata, parte de la Cordillera Volcánica Central y vierte sus aguas en el río Cacao formando el río Grande, que desemboca en el río Virilla formando el río Grande de Tárcoles. La cuenca del río Cajón forma, junto con la cuenca del río Cacao, la red fluvial del valle de Atenas. El río Cajón nace en los cerros de Atenas y montes del Aguacate y presenta un curso noroeste - sureste. 

## Hidrología
La cuenca del río Cajón se encuentra en el corazón del Valle Central Occidental. Gran parte de ella corresponde al relleno volcánico de este valle al extremo sur de la «Depresión del Desengaño», por lo que el suelo irrigado por este río es muy fértil, lo que permitió el cultivo del café. El relieve de la cuenca es muy plano, con algunas partes onduladas y escarpadas en las secciones cercanas a la ladera sur del volcán Poás, y en las estribaciones del norte de Atenas donde se forma la cascada de Los Ángeles.

## Ecología
La vegetación natural de la cuenca corresponde a bosque húmedo premontano, con numerosas especies de plantas. Con el crecimiento urbano de esta zona, la más poblada y desarrollada del país, la destrucción de la riqueza natural es mayor, debido a la gran deforestación secundaria a la actividad humana.